# Artillerieortungsradar COBRA

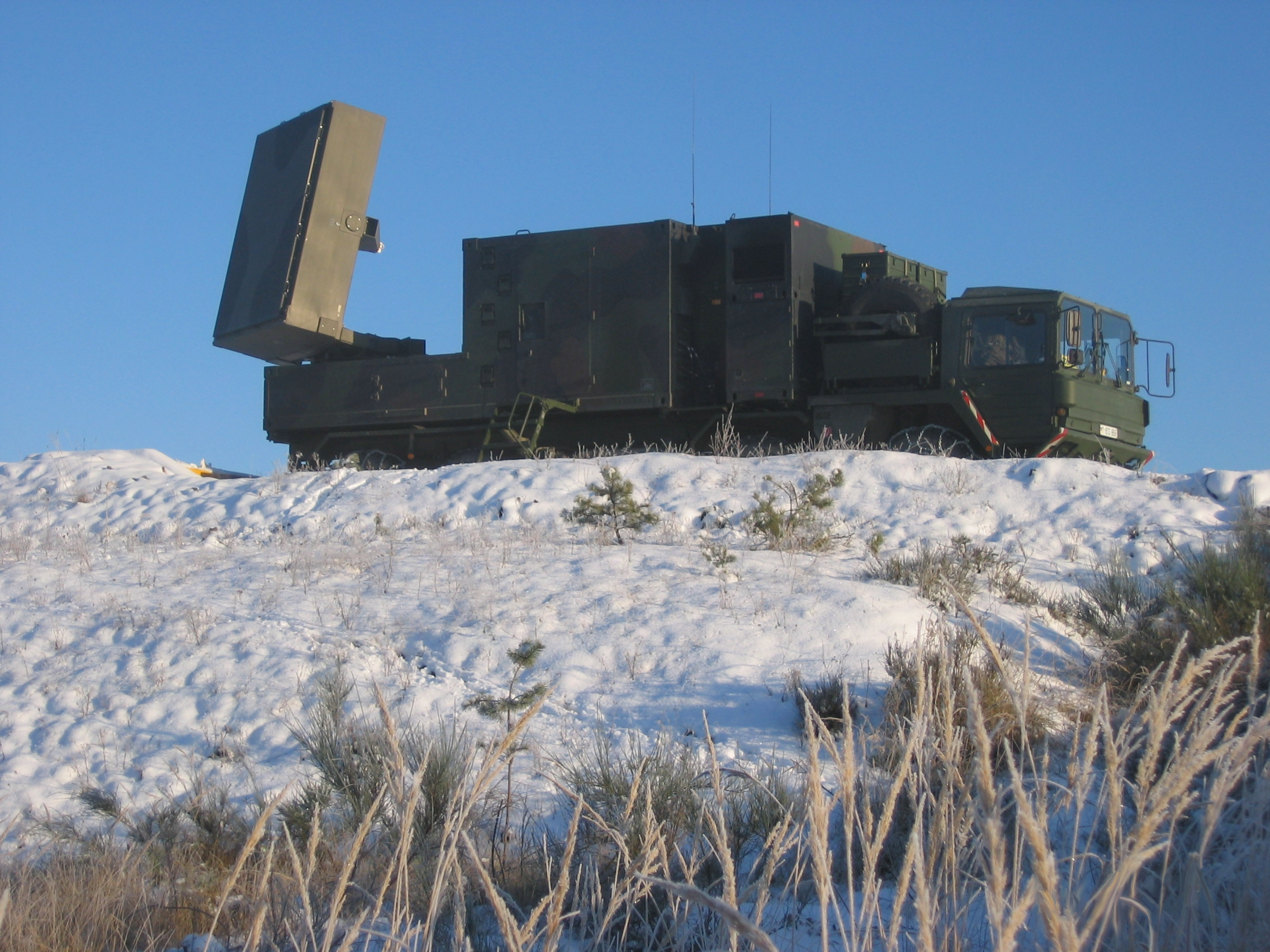
Deutsches Artillerieortungsradar COBRA auf MAN gl Fahrgestell (2005)

Das Artillerieortungsradar COBRA (COunter Battery RAdar) ist ein Artillerieaufklärungssystem, entwickelt von Euro-Art (ein Konsortium aus den Unternehmen Thales, Airbus Defence and Space und Lockheed Martin), basierend auf einem Radargerät mit aktiver Phased-Array-Antenne und integrierter Einbindung in die nationalen Artillerieführungs- und Waffeneinsatzsysteme, im Fall der deutschen Version in den Artillerie-, Daten-, Lage- und Einsatz-Rechnerverbund (ADLER). Geortet werden können Haubitzen und Mörser sowie Raketenartillerie, ab einem Kaliber von 80 mm. Das Artillerieortungsradar COBRA wird von sieben Soldaten bedient.

## Entwicklung
Das COBRA-Programm wurde trilateral in Zusammenarbeit mit Frankreich und Großbritannien durchgeführt. Die Abwicklung des Programms oblag der OCCAR (Kern einer europäischen Rüstungsagentur). Trilateral wurden in den Jahren 2001 bis 2005 bisher 29 Geräte (Frankreich: 10, Deutschland: 12, Großbritannien: 7) ausgeliefert. Zwei der deutschen Systeme wurden an die Türkei verkauft und ein System der Ukraine im Rahmen der deutschen Militärhilfe im Krieg gegen Russland überlassen.
Die Entwicklung des Artillerieortungsradars COBRA reicht bis in die 1980er Jahre zurück. Das Projekt dieses Radars wurde von den Nationen Frankreich, Deutschland und Großbritannien ins Leben gerufen. Zur Entwicklung und Produktion wurde das Konsortium EURO-ART GmbH gebildet. Dieses Konsortium stellte sich aus den Firmen Lockheed Martin (USA), Thomson-CSF (F), Racal (UK) und Siemens (D) zusammen. 
Die Entwicklung und Produktion von modernen und mobilen Steilfeuerwaffen, die zudem noch über eine hohe Reichweite verfügten, forderten eine Gegenmaßnahme. Es musste ein System entwickelt werden, mit dem es möglich war, Artilleriestellungen frühzeitig zu erkennen und im weiteren Sinne bekämpfen zu können. Die Lösung dieses Problems stellte die Indienststellung eines Artillerieortungssystems mit einer präzisen Radaranlage dar. Im Jahre 2004 wurden die ersten Systeme an Frankreich, Großbritannien und Deutschland geliefert.
Von 2024 bis 2025 will die Bundeswehr im deutschen System nicht mehr versorgbare Baugruppen austauschen. Die Bundeswehr besitzt 7 COBRA (vor Abgabe an die Ukraine 8) auf ungeschützten Transportfahrzeugen MAN 15 t mil gl BR A1 und zwei auf geschützten Transportfahrzeugen MAN 15t gl SX 45. Ab 2024 sollen die ungeschützten Fahrzeuge durch sieben ebenfalls ungeschützte UTF mil ZLK 15t ersetzt werden. Die Navigationsanlagen auch für diese Fahrzeuge werden von iMAR Navigation gefertigt.

## Aufgaben
COBRA soll folgende taktische Aufgaben auf dem Gefechtsfeld erfüllen:
- Feststellen, Orten und Klassifizieren gegnerischer Geschosswerfer, Raketenstellungen und Artillerieeinheiten (in bis zu 100 Kilometer Entfernung[5]).
- Vorausberechnung von Trefferkoordinaten
- Feststellen der Wirkung und Feuerkorrektur eigenen Artilleriefeuers
- Quelle für Aufklärungsinformationen
- Bestimmung von Daten der Störlage
- Kommunikation mit den Kampfeinheiten

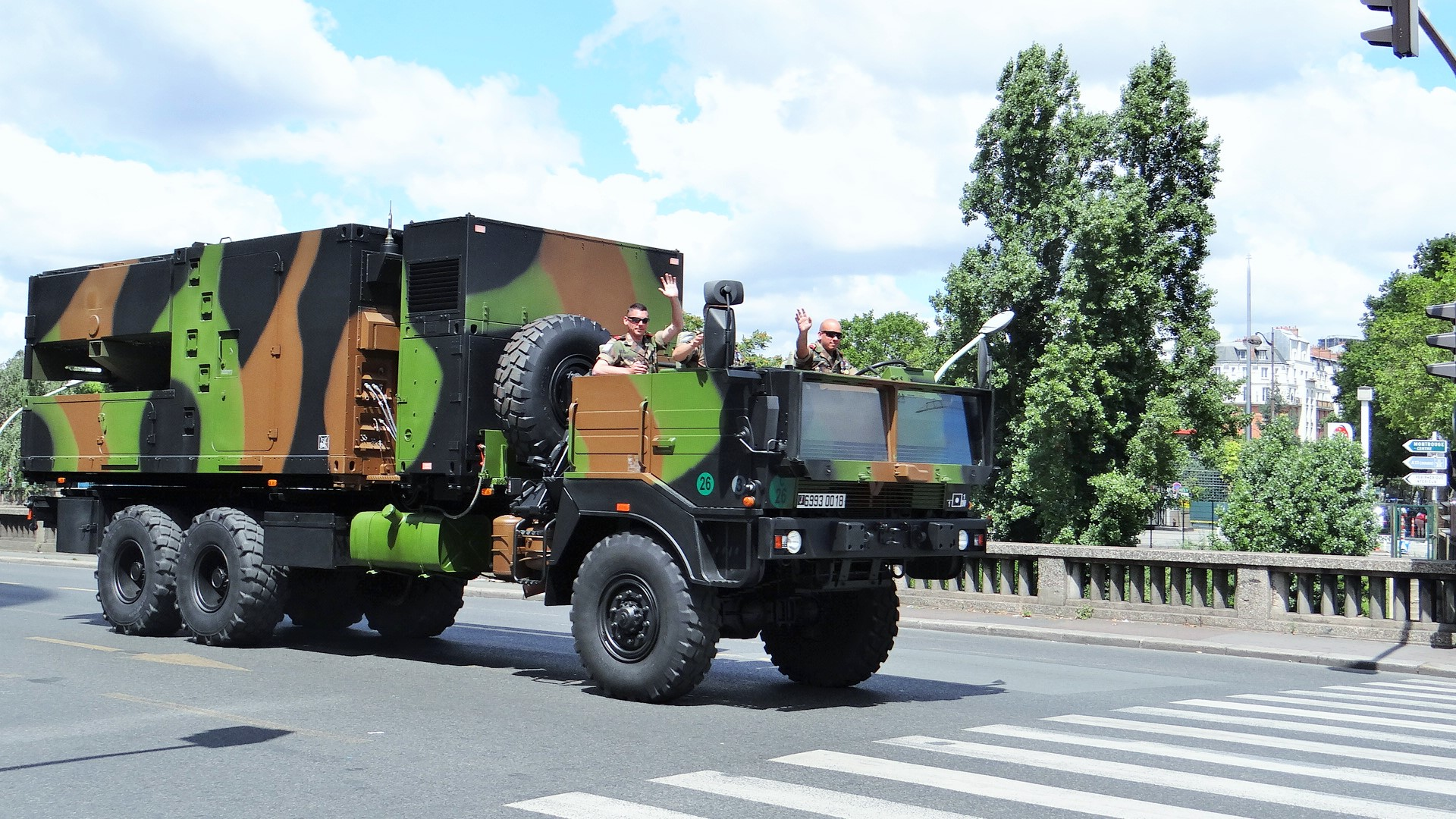
Französisches COBRA-Radar

COBRA kann 40 Feuerstellungen innerhalb von zwei Minuten aufklären. Nicht nur die Aufklärung der gegnerischen Artilleriestellungen gehört zum Aufgabenspektrum des Radars, sondern das System berechnet auch die Flugbahn der abgefeuerten Geschosse. In einem maximal 90 Grad breiten Winkel können Geschosse ab einem Kaliber von 80 Millimetern erfasst werden. Damit können alle im vermutlichen Zielgebiet befindlichen Teile gewarnt werden. Innerhalb von 15 Sekunden ab Erfassung wird die Einschlagstelle des Geschosses errechnet mit einer Genauigkeit von 50 Metern. Zudem kann das COBRA auch dazu genutzt werden, um das eigene Steilfeuer zu überwachen und zu leiten. Multiple elektronische Gefahren durch den Einsatz von Störsendern spielen auf einem modernen Gefechtsfeld eine wesentliche Rolle. Bei diesem Ortungsradar wurde daher auch großer Wert auf eine Resistenz gegen solche Störeinheiten gelegt und entsprechende Gegenmaßnahmen automatisiert. Durch kurze Aktivierungszeiten und einen schmalen Abtastbereich soll die Entdeckung des Radars erschwert werden. Befindet sich ein Störsender innerhalb des Abtastbereichs, so wird dieser von der Software automatisch herausgefiltert und angezeigt. Das Gebiet, in dem sich dieser Sender befindet, wird für darauf folgende Radarabtastungen gesperrt. Um eine dauerhafte Störung zu vermeiden, besteht ebenfalls die Möglichkeit, Frequenzsprünge durchzuführen. Die wichtigsten Systeme im Radar wurden redundant ausgelegt, so dass eine ständige Funktionstüchtigkeit, auch bei einem Ausfall einer einzelnen Komponente, gewährleistet ist. Defekte werden frühzeitig durch automatisierte Kalibrierungs- und Diagnoseprozesse festgestellt und stellen das Radar ab. Durch den hohen Grad an Automatisierung ist es möglich, dass die Bedienmannschaft des Systems COBRA von sieben auf drei Soldaten reduziert wird.

## Nutzer
- Deutschland: 9
- Frankreich: 10
- Türkei: 2
- Ukraine: 1[6]
- Vereinigtes Königreich: 7

## Ähnliche Systeme
- AN/TPQ-36